# 迪斯 (伊利諾伊州)
迪斯（英語：Dees）是位於美國伊利諾伊州坎伯蘭縣的一個非建制地區。該地的面積和人口皆未知。

## 地理
迪斯的座標為39°13′23″N 88°09′33″W / 39.22306°N 88.15917°W，而該地的平均海拔高度為182米（即597英尺）。